# SN 1966N
SN 1966N – supernowa typu I odkryta 17 października 1966 roku w galaktyce MCG -01-12-37. W momencie odkrycia miała maksymalną jasność 14,50m.